# IFI27
IFI27‏ (Interferon alpha inducible protein 27) هوَ بروتين يُشَفر بواسطة جين IFI27 في الإنسان.